# Het oog op den heuvel
Het oog op den heuvel is een zeer vroeg werk uit het sciencefictiongenre. Het werd geschreven door Theo Bogaerts en verlucht met zes houtsneden van Albert Droesbeke.
De eerste editie verscheen in Amsterdam, bij De Spieghel, in 1928.
Het boek werd dadelijk een succes, ook in de overzeese gebieden.
Een tweede goedkope druk, met vijf houtsneden van Albert Droesbeke, verscheen in co-editie tussen De Spieghel in Amsterdam en Het Kompas in Mechelen, in 1931.